# Orkut
Az orkut egy Google által üzemeltetett internetes ismeretségi hálózat, ami nevét készítőjéről, a Google alkalmazottjáról Orkut Büyükköktenről kapta. Eredeti célja a régi ismeretségek fenntartása és új ismeretségek kötése. A Friendsterhez képest itt már felhasználói „közösségeket” (communities) is létre lehet hozni, amelyeknek saját konferenciáik, eseményeik lehetnek. A rendszerbe csak meghívással lehet bekerülni, de a meghívók száma a gyakorlatban nincs megkötve.

## Története
Az orkut csendben, 2004. január 22-én indult a Google szerverein, miután – a Google-nál szokásos módon – az egyik alkalmazott, a török származású Orkut Büyükkökten részben munkaidőben kifejlesztette. A szolgáltatás a Google legtöbb, személyre szabott szolgáltatásához hasonlóan a Google-fiókhoz volt köthető.
Eredetileg Büyükkökten az Affinity Engines cégnek egy hasonló rendszeren, az InCircle-ön dolgozott, amit egyetemeknek fejlesztettek. 2004 júniusában az Affinity Engines be is perelte a Google-t mert állítólag hasonló programhibákat tartalmazott az orkut, mint az InCircle.
Eredetileg az orkut közösség „elitnek” tartotta magát (főként a kevés – eredetileg 1000 darab – induló meghívott miatt), de 2004 júliusban a tagok száma már meghaladta az egymilliót, és szeptemberben a kétmilliót. A sors és a statisztika váratlan eredménye azt hozta ki, hogy jelenleg a tagok nagyjából 71%-a brazil, és őket az USA 12% körüli értékkel követi.[forrás?]

### Börtön
A rendszer egyik védekezési formája a hamis nevek és rosszindulatú felhasználók ellen a „börtön” gomb volt, ami bizonyos időre deaktivált számos lehetőséget annál, akinél megnyomták. Azonban túl sok visszaélésre adott alkalmat, és 2006. májusában már nem volt aktív.

### Sebesség
Korábban időről időre tapasztalható volt, hogy a dél-amerikai „csúcsidőben” a szerver problémákkal küzdött, és a szokásos „csúnya, rossz szerver, nem kapsz fánkot!” üzenettel jelezte, hogy az adott művelet épp nem sikerült. A folyamatos fejlesztéseknek köszönhetően ez az üzenet egyre ritkábban volt látható.

## A név egyéb jelentései
Bár az orkut a nevét a készítőjéről kapta, egyes nyelvekben jelentéssel bír:
- török nyelven „szent találkozóhelyet” jelent;
- a finn szlengben a szó „orgazmust”, vagy általánosan „testi örömöt” jelent.